# Raszewscy herbu Grzymała
Raszewscy herbu Grzymała – polska rodzina szlachecka pochodząca z Raszewa w dzisiejszym województwie mazowieckim w powiecie płońskim. Od XVII wieku rodzina zamieszkuje ziemię wielkopolską. Pierwszym znanym członkiem rodu był Jan z Raszewa wspomniany w dokumencie z 1402 roku.Znanym przedstawicielem rodu był Kazimierz Raszewski, polski generał i uczestnik I wojny światowej i powstania wielkopolskiego, służący w Armii Niemieckiej.

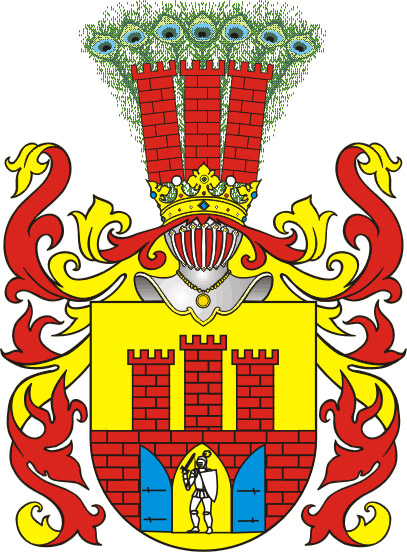
Grzymała - herb rodziny Raszewskich